# 1915 en football
Cet article présente les faits marquants de l'année 1915 en football.

## Avril
- Everton champion d’Angleterre. La poursuite du championnat pendant la guerre provoque un scandale en Angleterre ; les compétitions sont suspendues en fin de saison 1914-1915.
- 24 avril : Sheffield United FC remporte la Coupe d’Angleterre face à Chelsea FC, 3-0
- Celtic FC est champion d’Écosse.

## Mai
- 2 mai : Athletic Bilbao remporte la Coupe d’Espagne face à l’Espanyol Barcelone, 5-0.
- Genoa champion d’Italie. Le tournoi final est écourté en raison de la guerre, mais la fédération italienne donne le titre à la Genoa.
- 9 mai : le Wiener AC s'assure du titre de champion d'Autriche au cours d'une saison courte disputée entre le 28 février et le 18 juillet.
- US Hollerich champion du Luxembourg
- 16 mai : HFC remporte la Coupe des Pays-Bas devant HBS (1-0).
- 30 mai : le Sparta Rotterdam est champion des Pays-Bas en s'imposant 3-0 face au Vitesse Arnhem.

## Juin
- 6 juin : FC Brühl St-Gall remporte le Championnat de Suisse.

- 11 juin : Création officielle du Championnat du Maroc de football par la Fédération marocaine des sports athlétiques.

## Septembre
- KIF Helsinki champion de Finlande

## Octobre
- 31 octobre : Flamengo champion d'État de Rio de Janeiro.

## Novembre
- 28 novembre : Germânia champion d'État de Sao Paulo.

## Naissances
Plus d'informations : Liste d'acteurs du football nés en 1915.
- 5 janvier : Jules Mathé, footballeur français.
- 12 janvier : Émilien Méresse, footballeur français.
- 1er février : Stanley Matthews, footballeur anglais.
- 30 mars : Arsenio Erico, footballeur paraguayen.
- 4 avril : Amedeo Biavati, footballeur italien.
- 1er mai : Ladislas Smid, footballeur hongrois naturalisé français.
- 11 juin : Frank Broome, footballeur anglais.
- 21 juin : Jean Bastien, footballeur français.
- 15 septembre : Helmut Schön, entraîneur allemand.
- 23 septembre : Sergio Bertoni, footballeur italien.
- 29 septembre : Michel Payen, footballeur français.
- 22 octobre : Jules Bigot, footballeur français.
- 23 décembre : Emmanuel Aznar, footballeur français.

## Décès
- 25 janvier : Félix Vial, footballeur français[1].
- 4 février : Jean Loubière, footballeur français.
- 16 mars : René Camard, footballeur français.
- 6 mai : Tom Watson, entraîneur anglais.
- 9 mai : André Puget, footballeur français.
- 25 septembre : Ernest Guéguen, footballeur français.
- 25 septembre : Raymond Gigot, footballeur français.
- 28 septembre : Pol Morel, footballeur français.
- 6 octobre : Raoul Gressier, footballeur français.
- 11 novembre : Robert Barker, footballeur anglais.
- Marius Royet, footballeur français.
- Jules Verbrugge, footballeur français[1].